# Intel 80486 OverDrive

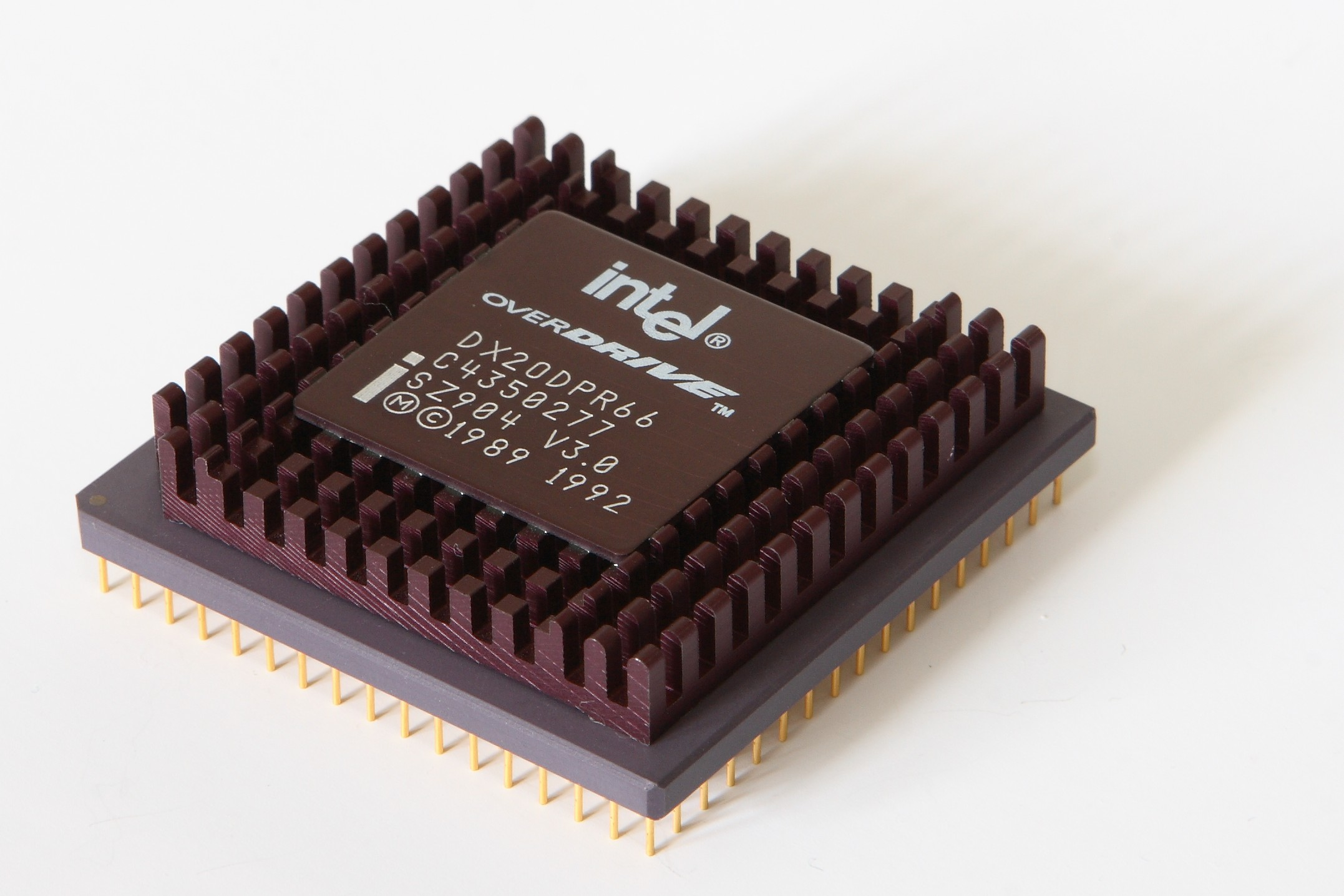
Một chiếc Intel DX2-66 MHz OverDrive

Bộ xử lý Intel i486 OverDrive là một trong những CPU Intel 80486 được sản xuất với mục đích nâng cấp các máy tính cá nhân. Các CPU OverDrives thường có chất lượng hơn các CPU i486s "chuẩn" với cùng các bước tốc độ. Các CPU này có sẵn bộ điều chỉnh điện thế, số chân khác nhau, ghi bộ đệm theo phương thức write-back thay vì write-through, có bộ tản nhiệt, và các công cụ làm mát - các chức năng trên làm cho chúng hoạt động tốt hơn so với những CPU chuẩn khác.